# 阿德拉尔多·费雷拉·安德列
阿德拉尔多·费雷拉·安德列（Adelardo Ferreira Andre，1977年6月14日—）是巴西职业足球运动员，司职中后卫。
2006年阿德拉尔多加盟中超上海联城，表现出色，不过次年俱乐部合并，他转而加盟北京国安，只获得了极其有限的出场机会。
2010年，阿德拉尔多再次来到中国，加盟已经合并了他曾经效力过的联城俱乐部的上海申花，但是由于年龄偏大等原因，联赛上半阶段结束后被解约。

## 个人荣誉
- 斯洛伐克联赛冠军：2004年